# المسبعة (محافظة الحناكية)
المسبعة قرية من قرى محافظة الحناكية في منطقة المدينة المنورة في السعودية، تقع شرق المدينة المنورة